# 楊超文
楊超文（2001年11月2日—），出生于四川成都，中國男歌手、演員，現為盛夏星空旗下艺人。
2020年6月参加优酷選秀節目《少年之名》2021年8月18日，参演的综艺节目《心动旅行》在腾讯视频独家上线
2022年8月18日，主演的短剧《我的萌宝是僚机》在腾讯视频播出。同年12月23日，参演的电视剧《侍酒令》在中国大陆首播。
應援色為豹紋黃。
于2023年4月6日 22：52宣布退圈 回归生活

## 影視作品

### 電視劇
| 年份 | 戲劇名稱       | 角色 | 備註       |
| 2021 | 夜燕白         |      | 古裝武俠劇 |
| 2022 | 我的萌寶是僚機 | 阿凱 | 網絡短劇   |
| 2022 | 侍酒令         | 胡深 | 網絡短劇   |

### 綜藝節目
| 播出年份 | 播出日期      | 播出平臺 | 節目名稱       | 集数 |
| 2021     | 8月18日－10月 | 騰訊視頻 | 《 心动旅行 》 | 8    |